# Eugoa vagigutta
Eugoa vagigutta là một loài bướm đêm thuộc phân họ Arctiinae, họ Erebidae.